# 118e régiment d'infanterie (France)
Le 118e régiment d'infanterie (118e RI) est un régiment d'infanterie de l'Armée de terre française. Créé en 1794 sous le nom de 118e demi-brigade de première formation jusqu'en 1796, il est recréé comme régiment d'infanterie de ligne lors du Premier Empire. Il est dissous en 1814 jusqu'à sa recréation en 1870. Il participe à la guerre franco-allemande de 1870, à la Première Guerre mondiale et à la Seconde Guerre mondiale. Sa dernière période d'existence a été de 1970 à 1997 comme régiment de réserve.

## Création et différentes dénominations
- 1794 : Création de la 118e demi-brigade de bataille, constituée des unités suivantes :
  - 2e bataillon du 59e régiment d'infanterie de ligne.
  - 2e bataillon de Volontaires de la Drôme
  - 3e bataillon de Volontaires de l'Isère
- 1796 : Dissolution et incorporation dans la 32e demi-brigade d'infanterie de ligne.
- 1808 : Création du 118e régiment d'infanterie de ligne, constitué du 11e régiment provisoire d'infanterie
- 1814 : Suppression
- 1870 : reconstitution 118e régiment d'infanterie de ligne, à partir du 18e régiment de marche
- 1871 : dissolution, nouvelle formation à partir du 18e régiment provisoire
- 1928 : Dissolution du régiment
- 30 mai 1940 : reconstitution du régiment
- 19 juin 1940 : le régiment est anéanti par l'offensive allemande
- 15 octobre 1944 : le régiment est reformé
- 6 mars 1946 : Dissolution du régiment
- 1970 : Recréation du régiment comme régiment de réserve
- 20 décembre 1997 : Dissolution définitive

## Chefs de corps
- 1794 : chef de brigade Giedy (?)
- 1808 : colonel François Duclos
- 1810 : colonel Jean-Baptiste Estève de Latour (*)
- 1813 : colonel Jean-Jacques Villars
- 1877 - 1880 : colonel Louis Lesur
- 1902 - 1907 : colonel Ernest Circan (*)
- 1907 - 1908 : lieutenant-colonel Philippe Pétain - le futur maréchal.

...
- 1913 : Joseph Barthélemy(*)

 (*) Cet officier passera général de brigade. 

## Historique des garnisons, combats et bataille du118eRIde ligne

### Révolution
- 1794 :
  - Col Ardente (*)
- 1795 :
  - bataille de Loano (*)

### Empire
- 1808 :
  - Aquilar-del-Campo
- 1809 :
  - Navarre,
  - Cignerolo,
  - Alcanitz
  - Santa-Maria-del-Campo
- 1810 :
  - Mansaneda,
  - Linares,
  - Grado
  - Pont de Miranda
- 1811 :
  - Cangas-de-Tineo,
  - Orbigo
  - Orosco

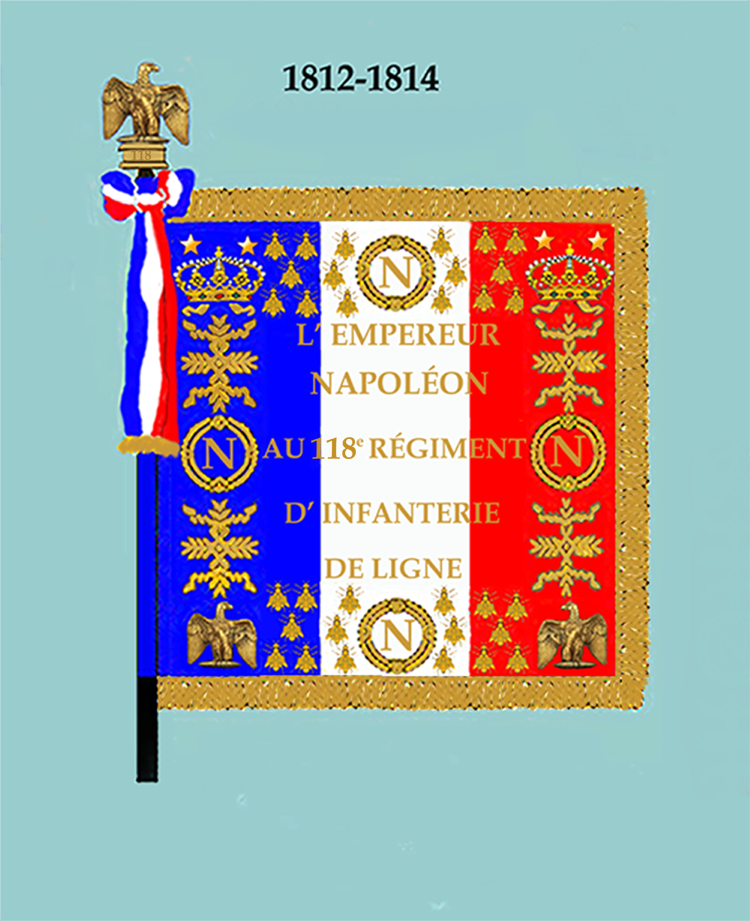
Drapeau modèle de 1812 (avers)
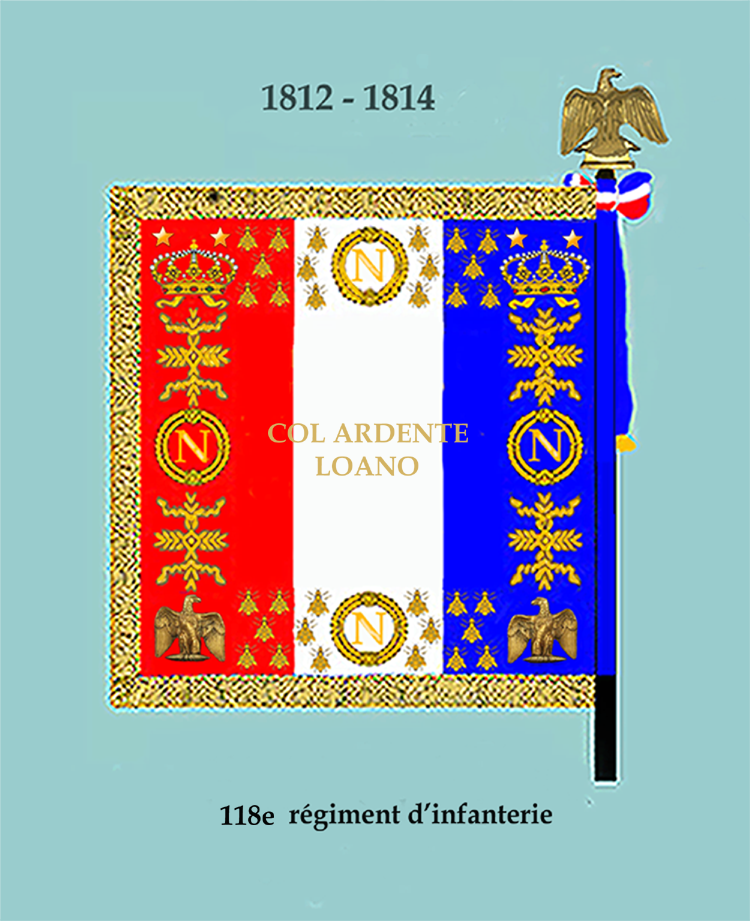
Drapeau modèle de 1812 (revers)

- 1812 :
  - bataille des Arapiles (*),
  - Cueba-Cardel,
  - Briviescas
  - Pradanos
- 1813 :
  - bataille de Vitoria,
  - Pampelune
  - bataille de la Bidassoa
- 1814 : Guerre d'indépendance espagnole, Campagne de France (1814)
  - 27 février : bataille d'Orthez
- Vic-Bigorre,
  - Bataille de Toulouse
  - bataille d'Arcis-sur-Aube [1]

Colonels blessés en commandant le régiment pendant cette période
- Colonel Esteve : blessé le 22 juillet 1812
- Colonel Villars : blessé le 21 juin 1813

Officiers blessés ou tués en servant au 118e entre 1808 et 1814 :
Officiers tués : 21
Officiers morts de leurs blessures : 14
officiers blessés : 117

### De 1870 à 1871
Le régiment n'est recréé qu'en 1870. Il est désigné 18e régiment de marche, et devient 118e régiment d'infanterie de ligne. De 1870 à 1871, il participe au siège de Paris.
Il est dissous fin mars 1871 et ses effectifs versés au 18e régiment de ligne.

### De 1871 à 1914

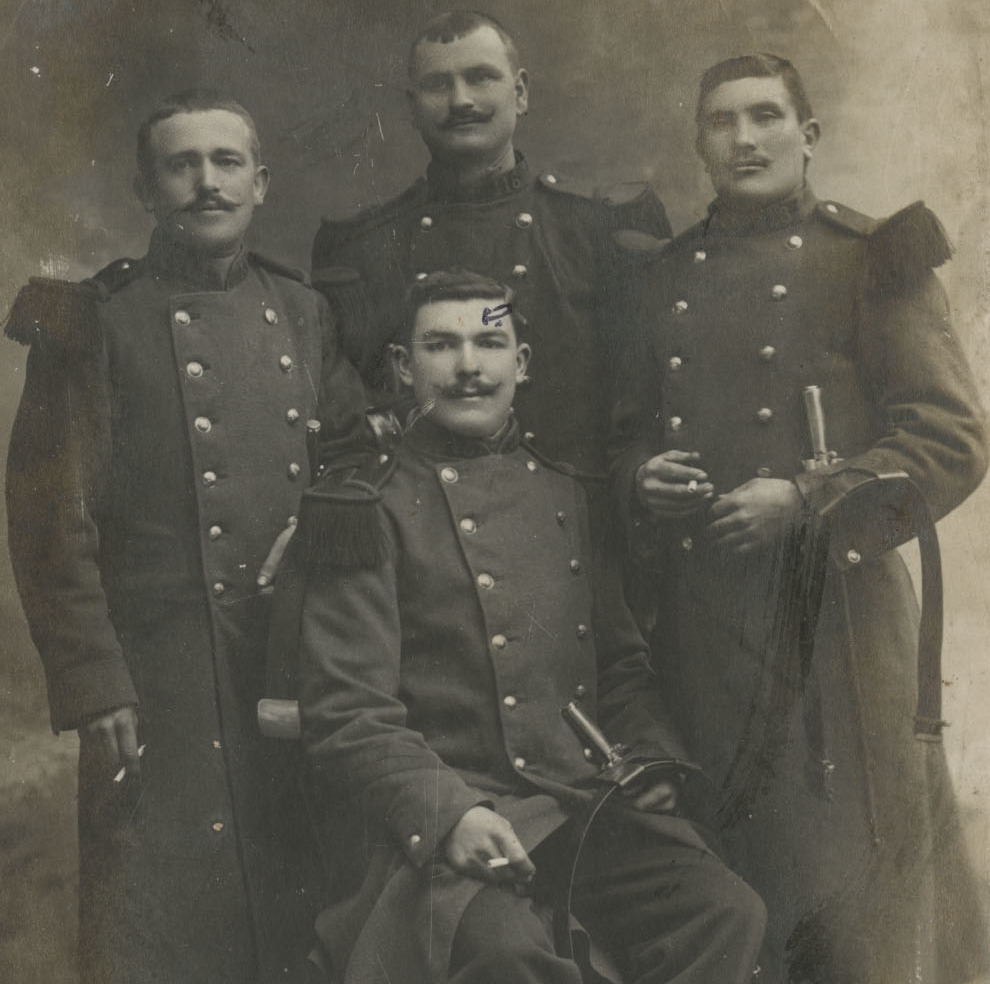
Quatre soldats du, photographiés au début des années 1910.

Le 118e régiment d'infanterie de ligne est recréé par un décret du 4 avril 1872 qui renomme le 18e régiment provisoire, créé le 16 mai 1871 à Besançon. Ce régiment fait alors partie de la 3e division du 5e corps de l'armée versaillaise,.
Lors de la création des régions militaires en septembre 1873, le 118e de ligne est rattaché à la 42e brigade de la 21e division d'infanterie de Nantes (11e région militaire). Bien que le régiment stationne à Paris, son dépôt est à Quimper, ville de garnison prévue pour le régiment. Mi-1875, il passe à la 43e brigade de la 22e division d'infanterie, toujours en 11e région militaire. En 1877, il passe à la 44e brigade de cette même division.
De 1881 à1883, un détachement participe à la campagne de Tunisie.
Lors de la réorganisation des corps d'infanterie de 1887, le 2e bataillon forme le 155e régiment d'infanterie

### Première Guerre mondiale
Le 118e RI est mobilisé à Quimper et ses bataillons de réserve forment le 318e RI.
En 1914 le régiment constitue avec le 19e régiment d'infanterie la 44e brigade d'infanterie avec un recrutement essentiellement breton (118e à Quimper et 19e à Brest). Cette brigade se distinguera sur de nombreux champs de bataille : Belgique, Marne, Somme, Champagne, Verdun, Chemin des Dames…

#### 1914
22 août 1914 : premier engagement à Maissin (Belgique) (la division perd 500 hommes).
Décembre 1914 : combats à La Boisselle.
- 1914 : Bataille des Marais de Saint-Gond

#### 1915
- 25 septembre-6 octobre : seconde bataille de Champagne (*)

#### 1916
- 1916 : Bataille de Verdun (1916)

#### 1918

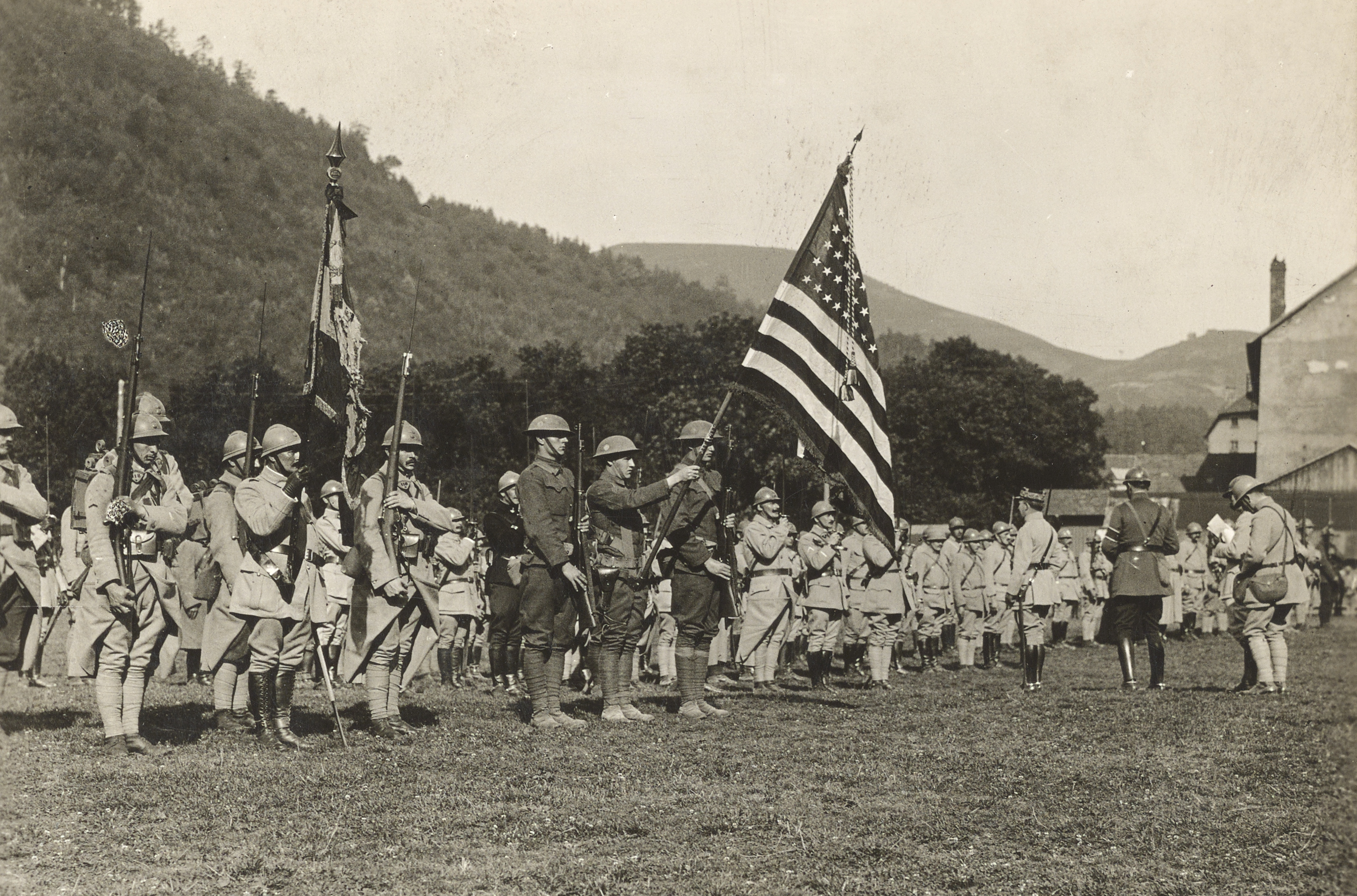
Le drapeau du, suivi de celui du RIUS, lors d'une revue de la à Saint-Amarin le 12/7/1918.

- Bataille de l'Aisne (27 mai 1918), 
  - Seconde bataille de la Marne,
  - bataille de l'Aisne,
  - Somme-Py.

#### Bilan de la guerre pour le 118e
« Le 118e régiment d'infanterie a participé à seize grandes batailles pendant cette guerre. 79 de ses officiers, 233 de ses sous-officiers, 231 de ses caporaux et 2 540 de ses soldats sont tombés au champ d'honneur ». Parmi eux, à titre d'exemple, François Le Guiner, né le 3 mai 1898 à Ploujean, lycéen au lycée de Quimper, qui rejoignit clandestinement le 118e régiment d'infanterie en janvier 1915 alors qu'il n'avait que 16 ans, mortellement blessé le 7 avril 1917 à Laffaux (Aisne).
L'escalier d'honneur de la mairie de Quimper présente deux triptyques de Charles Godeby, ancien conservateur du musée de Quimper, immortalisant le souvenir des combats de cette unité pendant cette guerre, ainsi qu'un Mémorial des enfants de Quimper morts pour la France, le tout ayant été inauguré en 1928
.

### Entre-deux-guerres
Le régiment est dissous en 1928.

### Seconde Guerre mondiale
Créé le 30 mai 1940 le régiment est rattaché à la 236e division légère d'infanterie et est anéanti trois semaines plus tard.
Le régiment est reconstitué en 1944 au sein de la 19e division d'infanterie. Il est créé le 18 octobre 1944 avec des FFI du Finistère et du Morbihan. Il participe à la prise de la poche de Lorient. Il est dissous le 5 juin 1946.

### De 1945 à nos jours
En 1970, les traditions du 118e RI sont reprises par le centre mobilisateur no 118, implanté à Quimper.
Recréé à la fin des années 1970 au sein des forces du territoire, le 118e régiment d'infanterie a été dissous en 1997. La principale garnison de ce régiment fut à Quimper où il laissa son nom à une place.
Il est un temps subordonné au Commandement de la défense du Finistère et sa mission, avec les 19e et 41e RI, est de protéger les sorties et retours des sous-marins stationnés à l'Ile Longue.

## Drapeau

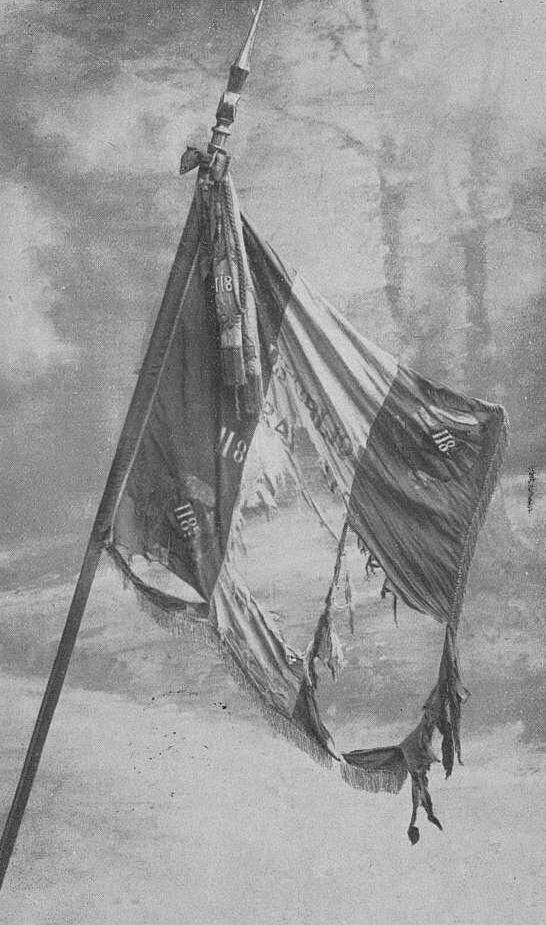
Le drapeau du régiment à la fin de la Première Guerre mondiale.

Il porte, cousues en lettres d'or dans ses plis, les inscriptions suivantes :
- Col Ardente 1794
- Loano 1795
- Arapiles 1812
- Arcis-sur-Aube 1814
- Saint-Gond 1914
- Champagne 1915
- Verdun 1916
- Somme-Py 1918

## Décorations
Sa cravate est décorée de la Croix de guerre 1914-1918  avec 2 palmes, une étoile de vermeil. 

Et de la fourragère aux couleurs du ruban de la Croix de guerre 1914-1918.

## Insigne
Écu argenté homme armé, hermine bleu, croix de Lorraine rouge avec la devise "PEG BARZ" sur fond ivoire.